# Doğan Seyfi Atlı Stadı
Das Doğan Seyfi Atlı Stadı (auch Doğan Seyfi Atlı Stadyumu, deutsch Doğan Seyfi Atlı Stadion) ist ein Fußballstadion in der türkischen Stadt Denizli. Die Heimstätte von Denizli Büyükşehir Belediyespor wurde 2003 eröffnet und konnte zu diesem Zeitpunkt 450 Sitzplätze mit überdachter Tribüne aufweisen. Im Jahr 2006 und 2009 wurden die Tribünen um 300 bzw. 850 Sitzplätze erweitert. Seitdem kann das Stadion insgesamt 2.000 Zuschauer aufnehmen (davon 1.600 Sitzplätze).
Vereinzelt trägt auch der Profi-Club Denizlispor seine Freundschaftsspiele im Doğan Seyfi Atlı Stadı aus.
Das Stadion wurde nach dem Spieler Doğan Seyfi Atlı benannt, der bei einem Autounfall im Dezember 2001 sein Leben verlor und zu dieser Zeit bei Denizlispor spielte.